# Friedrich von Twardowski
Friedrich Heinrich Konstantin von Twardowski (* 2. März 1801 in Königsberg; † 23. März 1876 in Berlin) war ein preußischer Generalleutnant.

## Leben

### Herkunft
Friedrich war ein Sohn des preußischen Generalmajors Konstantin von Twardowski (1760–1830) und dessen Ehefrau Henriette, geborene von Hirschfeld (1778–1860).

### Militärkarriere
Twardowski trat am 17. Juni 1817 als Kürassier in das 3. Kürassier-Regiment (1. Ostpreußisches) der Preußischen Armee ein und avancierte bis Ende Februar 1819 zum Sekondeleutnant. Vom 29. August 1820 bis zum 1. Oktober 1821 war er zur Lehr-Eskadron kommandiert. Am 30. März 1827 schloss sich eine Kommandierung als Adjutant der 2. Division an und Ende März 1832 wurde er unter Belassung in dieser Stellung dem 5. Kürassier-Regiment aggregiert. Twardowski erhielt Mitte September 1833 den Orden der Heiligen Anna III. Klasse, wurde Ende September als Adjutant der 1. Division kommandiert und am 30. März 1837 unter Belassung in seiner Stellung dem 3. Kürassier-Regiment aggregiert. Ende März 1838 stieg er zum Rittmeister auf und wurde am 7. April 1842 in die Adjutantur versetzt. Am 8. Juli 1843 folgte seine Kommandierung als Adjutant beim Generalkommando des I. Armee-Korps und in dieser Stellung erhielt er Mitte September 1843 die Erlaubnis an den Übungen des X. deutschen Bundeskorps bei Lüneburg teilzunehmen. Als Major war Twardowski vom 24. Juni 1848 bis zum 31. Dezember 1849 Adjutant beim Generalkommando des V. Armee-Korps und wurde anschließend dem Generalleutnant von Radowitz bei der provisorischen Bundesmilitärkommission in Frankfurt am Main zur Verfügung gestellt. Er stieg Ende März 1852 zum Oberstleutnant auf und wurde zwei Monate später unter Belassung in seinem Kommando zu den Offizieren von der Armee versetzt.
Am 8. September 1853 wurde er zum zweiten Bevollmächtigten der Bundesmilitärkommission ernannt. Er wurde am 13. Juli 1854 zum Oberst befördert und erhielt am 18. März 1857 den Charakter als Generalmajor. Am 24. November 1859 wurde er mit dem Großkreuz des Ordens der Eichenkrone und am 17. Januar 1860 mit dem Roten Adlerorden II. Klasse mit Eichenlaub ausgezeichnet. Am 1. Juli 1860 erhielt er das Patent zu seinem Dienstgrad und wurde zum Kommandanten von Stettin ernannt. Unter Verleihung des Kronen-Ordens II. Klasse mit Stern wurde Twardowski am 29. Januar 1863 zur Disposition gestellt. Noch am 24. Dezember 1871 erhielt er den Charakter als Generalleutnant. Er starb am 23. März 1876 in Berlin und wurde am 25. März 1876 auf dem Invalidenfriedhof beigesetzt. Das Grab ist nicht erhalten.

### Familie
Er heiratete am 20. Oktober 1836 in Königsberg Auguste Friederike von Studnitz (1817–1854), eine Tochter des Rittmeisters im Husaren-Regiment von Plötz und Gutsherren Adam-Wenzel von Studnitz (1783–1821) und dessen Ehefrau Luise von Wissel (* 1788). Das Paar hatte neun Kinder, darunter:
- Konstantin (1839–1870), Konsul des Norddeutschen Bundes in Konstantinopel, gefallen als Leutnant bei Sedan
- Friedrich Andreas (1839–1870), Premierleutnant im 3. Garde-Regiment zu Fuß, gefallen bei St. Privat ⚭ 1868 Wilhelmine Adelheid Ulrike Hedwig von Blücher (1849–1921)[3]
- Adalbert, Generalstabsoffizier
- Heinrich (1842–1913), preußischer Generalleutnant ⚭ 1885 Auguste von Holleben (1859–1931)[4]
- Ernst August Dobrogast (1849–1928), preußischer Generalmajor ⚭ 1910 Ilse Conrat (1880–1942), österreichische Bildhauerin
- Reinhold (1851–1933), preußischer General der Infanterie ⚭ 1883 Agnes Naehrich (1857–1914)